# ميغومي كاوامورا
ميغومي كاوامورا (12 يوليو 1983 في اليابان - ) (بالكانا:かわむら めぐみ) هي عارضة ولاعبة كرة طائرة يابانية. شاركت في دورة الألعاب الآسيوية 2002.

## وصلات خارجية
- ميغومي كاوامورا على موقع عالم الكرة الطائرة (الإنجليزية)